# Lexus IS
O IS é um sedan compacto (para os padrões norte-americanos) que ocupa a posição de modelo de entrada da Lexus. Foi o primeiro de modelo de passeio da marca a ser disponibilizado com motor movido a diesel (IS220d).
A versão IS 300h 223CP E-CVT é um modelo de automóvel híbrido-elétrico que utiliza transmissão continuamente variável (Câmbio CVT).

## Galeria
- Primeira geração (1998-05)
- Segunda geração (2005-13)
- Terceira geração (2014-presente)